# Nordkisa
Nordkisa este o localitate din comuna Ullensaker, provincia Akershus, Norvegia, cu o suprafață de 0,64 km² și o populație de 988 locuitori (2013).